# Nationale Milieu Autoriteit
De Nationale Milieu Autoriteit (NMA) is een Surinaamse overheidsinstantie die zich richt op de bescherming van het milieu.
De officiële lancering van de NMA gebeurde op 26 juli 2024. De instantie is gevestigd op het voormalige adres van NIMOS (Nationaal Instituut voor Milieu en Ontwikkeling in Suriname), waar het de opvolger van is.
Het opzetten van de NMA werd sinds maart 2020 besproken en het belang ervan werd in oktober 2021 door president Chan Santokhi benadruk. De voorloper NIMOS had sinds 1998 gefungeerd als werkarm van de Nationale Milieu Raad. Op 26 februari 2023 overhandigde John King het eindrapport "Voorbereiding Transitie naar NMA en Liquidatie Stichting NIMOS" aan minister Silvano Tjong Ahin van Ruimtelijke Ordening en Milieu, wat definitief de weg vrijmaakte naar de oprichting.
Door de transitie heeft de NMA meer wettelijke bevoegdheden dan de NIMOS had. Hiermee moeten strafbare feiten worden voorkomen en kan er zo nodig opgetreden worden.